# امان‌نامه
امان‌نامه سندی است که بر طبق آن، فرد یا افراد متخاصم اجازه می‌یابند در قلمروی دشمن وارد شوند یا عبور نمایند، بی‌آنکه مورد ستوه و آزار قرار گیرند. امان‌نامه معمولاً در شرایط جنگ یا کشمکش بین‌المللی یا داخلی صادر می‌گردد و گاهی دارای جنبهٔ پیمان یا توبه است.امان نامه بیشتر در گذشته رایج بوده و حالا  بعضی قرارداد ها این جنبه را دارند

## امان‌نامه در تاریخ
موارد صدور امان‌نامه در تاریخ بسیار دیده می‌شود. در تاریخ ایران پیش از اسلام، بارها برای شاهان و شاهزادگان ایران، یونان و روم به صورت متقابل امان‌نامه صادر شده است. در تاریخ شیعه، در حادثهٔ کربلا، عباس امان‌نامهٔ شمر بن ذی‌الجوشن، دایی خود را نمی‌پذیرد.همچنین بابک خرمدین، امان نامهٔ خلیفهٔ عباسی را رد می‌نماید. یحیی بن عبدالله که از هارون‌الرشید امان نامه می‌گیرد، پس از مدتی دستگیر می‌گردد.
در تاریخ معاصر، وزارت اطلاعات ایران به آن دسته از اعضای سازمان مجاهدین خلق که توبه‌نامه امضا نمودند، امان نامه داد. صدام حسین نیز به دامادهای خود که به اردن پناهنده شده بودند امان‌نامه داد، اما با بازگشت آنها، همگی‌شان را به همراه اعضای خانواده‌شان به قتل رسانید.